# Crotalariosis equorum
Crotalariosis equorum  (Synonym Jaagsiekte, Jagdkrankheit der Pferde) ist eine Pferdekrankheit, die durch eine Vergiftung mit tropischen Vertretern der Gattung Crotalaria entsteht. Auch die gewöhnliche Hundszunge kann zu ähnlichen Vergiftungserscheinungen führen. Einige Wochen nach der Aufnahme kommt es zu Fieber, beschleunigter Atmung (Tachypnoe), starkem Husten und subkutanen Ödemen. Ursache sind die in den Pflanzen enthaltenen Pyrrolizidinalkaloide. Sie führen zu einer Proliferation der Clara-Zellen in den Bronchiolen sowie zu einer Lungenfibrose und zur Leberzirrhose. Die Erkrankung endet in der Regel tödlich.